# Lobocleta monogrammata
Lobocleta monogrammata är en fjärilsart som beskrevs av Achille Guenée 1858. Lobocleta monogrammata ingår i släktet Lobocleta och familjen mätare. Inga underarter finns listade i Catalogue of Life.